# Zürcher Schlittschuh Club Lions
Gli ZSC Lions o solo ZSC sono una squadra di hockey su ghiaccio svizzera, fondata nel 1930 con sede a Zurigo. Attualmente la squadra milita nel massimo campionato svizzero, la National League. 
Il presidente della squadra è Walter Frey, mentre l'allenatore è Marc Crawford.

## Storia
Detta talvolta anche Z, la squadra attuale si formò nel 1997 a seguito della fusione di due squadre di hockey della città, lo Zürcher Schlittschuh Club (tedesco per "Zurich Skating Club") e il Grasshoppers Club (GC), la squadra di hockey parte del Grasshopper Club Zürich. Allora gli ZSC giocavano nella National League A, erano i più amati dalla tifoseria cittadina ma soffrivano di forti difficoltà finanziarie. Invece i Grasshoppers, sempre allora, militavano nella National Liga B, avevano fallito numerose volte la promozione in quegli anni, avevano un buon tifo, ma soprattutto avevano una buona situazione finanziaria.
Gli ZSC furono i primi in tutta la Svizzera a dotarsi di uno stadio al chiuso (Hallenstadion). Vinsero il campionato svizzero nel1936, 1949, e nel 1961; inoltre conquistarono la prestigiosa Coppa Spengler in due edizioni consecutive: nel 1944 e nel 1945. Dopo la fusione, gli ZSC Lions vinsero il campionato svizzero altre 7 volte:  2000, 2001, 2008, 2012, 2014, 2018, 2024 e la IIHF Continental Cup nel 2001 e nel 2002.
Nella stagione 2008-2009 ha vinto l'edizione inaugurale della Champions Hockey League.

## Cronologia
- 1930-1937: 1º livello

## Pista
Gli incontri casalinghi del ZSC Lions sono ospitati alla Swiss life Arena 

## Giocatori celebri
- Campionato del mondo:

Jan Alston: 2003
Jamie Heward: 2004
- Campionato del mondo:

Andres Ambühl: 2013
Severin Blindenbacher: 2013
Luca Cunti: 2013
Thibaut Monnet: 2013
Mathias Seger: 2013
Morris Trachsler: 2013

## Palmarès

### Competizioni nazionali
- Campione Svizzero: 11 vittorie (1936, 1949, 1961, 2000, 2001, 2008, 2012, 2014, 2018, 2024, 2025)
- Coppa Svizzera: 3 vittorie (1960, 1961, 2016)

### Competizioni internazionali
- IIHF Continental Cup: 2

2001, 2002
- Champions Hockey League: 2

(2009-Roster, 2025)
- Victoria Cup: 1

(2009-Roster)
- Coppa Spengler: 2 vittorie  1944, 1945